# 独岛主权争议
独岛主权争议是大韩民国、朝鲜民主主义人民共和国、日本国就獨島之主權歸屬爭議。由於目前在此島的專屬經濟區內尚未發現任何石油等海底資源，因此爭論的起因主要來自漁業權。獨島現在由韓國實際控制，並在靠近韓國海區内由大韓民國海洋警察廳進行監視，更建設直升機場、碼頭和燈塔等設施。每年韓國海警和海軍空軍會舉行1，2次防御演習。

## 各方觀點及歷史記載

### 朝鮮半島方面

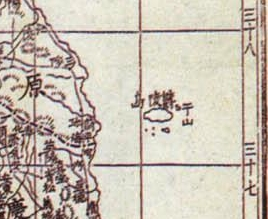
《大韓地誌》（1899）中繪畫的于山島。

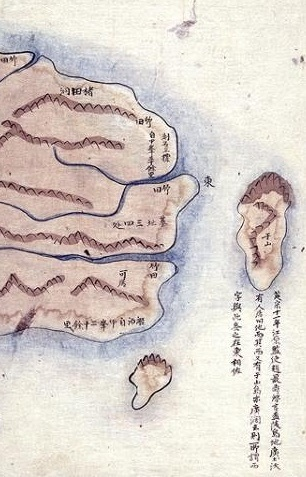
《大東輿地圖》（1861）中繪畫的鬱陵島東岸和于山島（右）。

- 大韓民國政府表示，“独岛基于历史、地理和国际法都无疑是韩国的固有领土。独岛不存在领土纠纷，更不能被纳入外交谈判或试图以司法手段来解决。韩国政府坚定不移地行使独岛的领土主权。”，并表示坚决应对任何关于独岛的挑衅行为，持续捍卫独岛的领土主权。[1]日本曾于1954年和1962年向韩国提议将独岛问题交国际法院审理，对此，大韩民国政府于1954年拒绝了该提议，表示：“日本政府的建议无非是借司法程序之名再次作出虚伪尝试。韩国拥有对独岛的领土所有权， 韩国毫无理由在国际法院证明这一权利”，并表示该立场永不动摇[2]。据日本《产经新闻》2011年的报道，日本正在考虑建议韩国将独岛问题提交国际法院审理。对此，韩国政府表示，独岛问题并非是国际法院审理对象[3]。
- 朝鮮民主主義人民共和國政府表示，獨島是5至6世紀前由朝鮮祖先發現並開發的，「不管從歷史或從國際法上來看，獨島是世界公認的朝鮮固有領土」、「日本的地理書和地圖也證實，獨島是一直隸屬朝鮮、由朝鮮代代管理的領土」[4]；2011年，朝鲜中央通訊社发布社论，表示日本堅持對獨島的主權，是「覬覦朝鮮的神聖領土，並企圖以此為藉口再次發動侵略朝鮮的戰爭」[5]。

#### 朝鲜王朝相关歷史記載
- 512年《三國史記》记载“十三年夏六月，于山國歸服，歲以土宜為貢。于山國在溟州正東海島，或名鬱陵島，地方一百里，恃嶮不服，伊滄異斯夫為何瑟羅州軍主，謂于山人愚悍，難以威來，可以計服，乃多造木偶獅子，分載戰船，抵其國海岸，誑告曰：汝若不服，則放此猛獸踏殺之，國人恐懼，則降。” 新羅時代于山國已經向新羅稱臣，後來更成為新羅的一部份。1451年，《高丽史》记载：“蔚珍县，本高句丽于珍也县，一云古伊郡，新罗景德王改今名为郡，高丽降为县，置令。有鬱陵岛，在县正东海中，新罗时，称于山国，一云武陵，一云羽陵，地方百里。智证王十二年，来降。太祖十三年，其岛人使白吉、土豆，献方物。毅宗十一年，王闻鬱陵地广土肥，旧有州县，可以居民，遣溟州道监仓金柔立，往视。柔立回奏云：岛中有大山，从山顶向东行，至海，一万余步；向西行，一万三千余步；向南行，一万五千余步；向北行，八千余步。有村落基址七所，有石佛、铁钟、石塔、多生柴胡、篙本、石南草，然多岩石，民不可居，遂寝其议，一云：于山、武陵，本二岛，相距不远，风日清明，则可望见。”韩国认为独岛是于山國的一部分，由此推断獨島一直都是韓國的領土。
- 1417年，《太宗實錄》記載了于山島“按撫使金麟雨，還自于山島。獻土產大竹、水牛皮、生苧、綿子、檢樸木等物，且率居人三名以來。其島戶凡十五口，男女並八十六，麟雨之往還也，再逢颶風，僅得其生。”安撫使金麟雨從于山島回來的時候，連同大竹子、芋頭、水牛皮，連同住民帶回三人，並報告了島上的情況，有住家15戶男女共計86人，顯示朝鮮在15世紀已對島嶼有認知。

### 日本方面

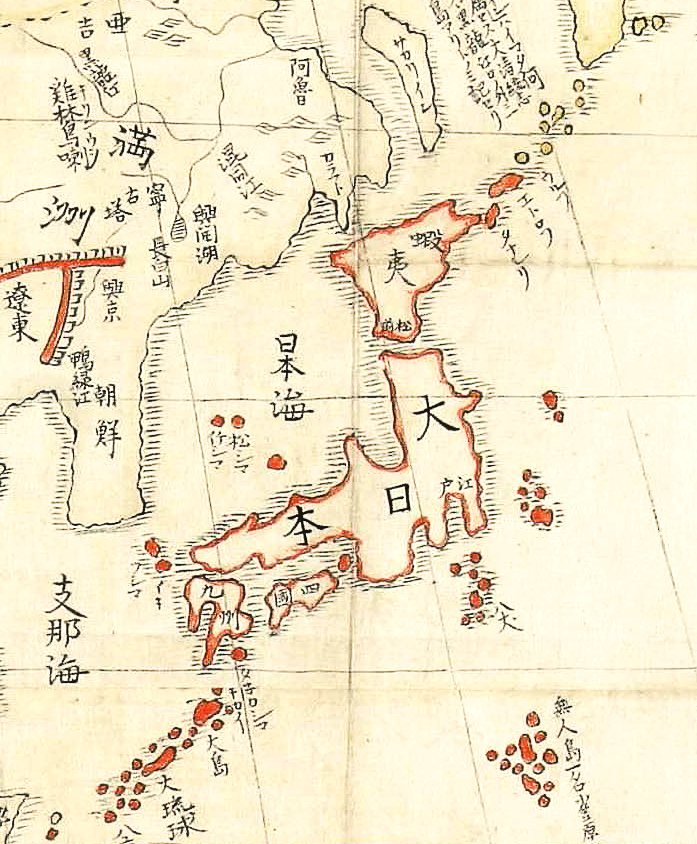
山村才助於1806年繪製的《華夷一覧圖》

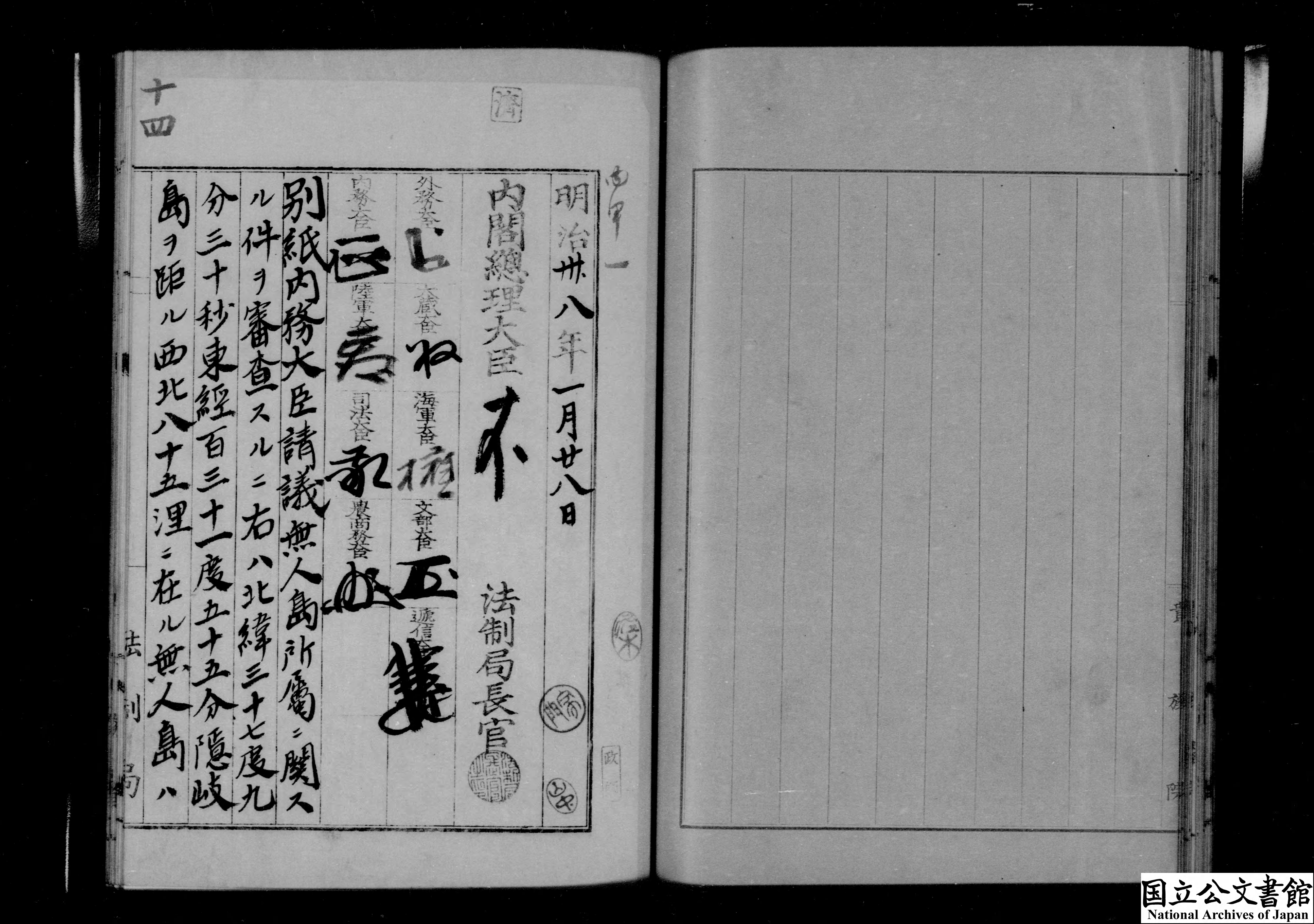
1905年1月28日，日本內閣決議將竹島編入島根縣

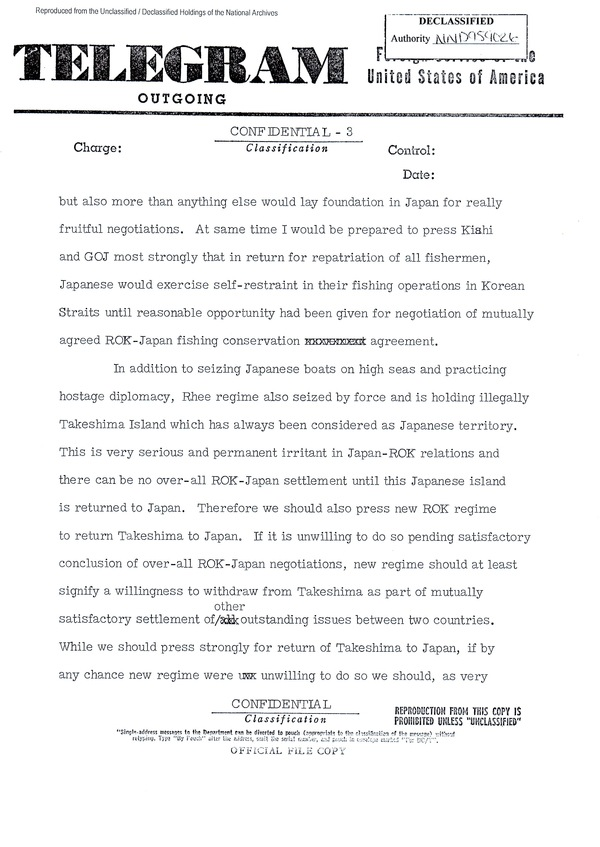
1960年4月27日，美國駐日大使道格拉斯·麦克阿瑟二世在李承晚落台後向美國國務院發送的機密電報，建議美國頓促南韓釋放日本人質、停止在公海上拘押日本漁船及歸還「非法佔領」的獨島予日本。

日本外务省表示，基于历史事实和国际法，竹岛是日本的固有领土，韩国对竹岛的占领是非法占领，韩国对非法占领下的竹岛所采取的任何措施都不具有法律正当性，在围绕竹岛领土主权问题上，日本愿根据国际法，冷静且和平地解决争议，并表示韩国方面未提示1905年前韩国曾对竹岛进行过实际支配的明确证据。

#### 日本相关歷史記載
- 1667年齐藤弗缓著的《隐州视听合记》，書中第一次使用了松岛和竹岛的名称，并记载了“隐州在北海中政隐岐岛……戌亥间行二日一夜有松岛又一日程有竹岛”。同时，在日本《权记》上的关于鬱陵岛的最初记载中写到鬱陵岛属于新罗，并相继又属于了高丽，但却一字未提独岛。川上健三也强调日本前近代将独岛称之为松岛，概括起来讲即“从前在我国称之为竹岛的是今日的鬱陵岛，称之为松岛的是今天的竹岛，这两者的关系在较长时间内有所不同，人们对此也没有过疑心。”[7]

- 1905年1月28日，在日俄戰爭以及日本對島嶼的逐漸控制下，日本公布竹島是无主土地，並編入岛根县，郵政编码為685-0000。大韓帝國只在1906年3月23日的《乙巳條約》（第二次日韓協約）下才發現日本吞併了島嶼[8]。日美曾於1949年向韓國駐美大使表示美國的立場是麥克阿瑟線在1951年舊金山和約簽署後就不再適用，也指出舊金山和約並沒有包含竹島[9]。

- 2008年2月，日本外务省在其網頁上發表的聲明中提出十個領有島嶼主權的理據[10]：
  - 一：歐洲探險家對島嶼的測位錯誤導致竹岛和鬱陵岛的名稱一度混亂，但日本自古已知道「松岛」和「竹岛」的存在，並可以在各種歷史文獻中得到證實（例如長久保赤水（日语：長久保赤水）於1779年編寫的《改正日本輿地路程全圖》）；
  - 二：韓國依各項古文獻如1145年的《三國史記》、1454年的《世宗實錄地理志》和1531年的《新增東國輿地勝覽》、1770年的《東國文獻備考》、1808年的《萬機要覽》、1908年的《增補文獻備考》等的記述為基礎而主張自古以來認知「鬱陵岛」和「于山島」，並認為「于山島」是「竹岛」的概念有可疑：
    - 《三國史記》中未有任何文字提到「于山島」，而《太宗實錄》各項記述如「于山島居住很多人，出產大竹子、芋頭、水牛皮」等均與竹岛的實際情況不符；
    - 韓國引用1656年的《輿地志》為依據主張「于山島」就是「竹岛」，但是已有研究批判《輿地志》本身本來記述「鬱陵岛」和「于山島」為同一島嶼，《東國文獻備考》也未加批判地引用了安龍福缺乏可信供述的，1756年的《疆界考》和《疆界志》；
    - 《新增東國輿地勝覽》所附的地圖將「鬱陵岛」和「于山島」分開表述，但地圖描繪「于山島」的比例和位置均出現嚴重偏差。

  - 三：1618年，鳥取藩伯耆國米子町人大谷甚吉、村川市兵衛通過鳥取藩主從幕府取得前往鬱陵島（當時叫的「竹岛」）渡海許可證，兩家交替每年一次在島嶼從事鮑魚採集和海獅捕撈，採伐竹子和樹木，並將成品獻給將軍家，代表幕府公認兩家對該島的壟斷經營權。在此期間，位於隱岐到鬱陵岛之間的竹岛自然而然變成了途中的泊船處、航海目標和另一個捕撈的好地方，因此日本最晚亦在江戶時代初期的17世紀確立對竹岛的領有權。同時，1635年幕府禁止日本人航海到海外，但未有將島嶼列為外國領地，繼續允許日本人航行到該地。大谷九右衛門的竹島渡海由来記拔書控，說明了德川幕府把松島獻給了伯耆国的大谷和村川的家氏。
  - 四：大谷、村川兩家在約70年間的壟斷事業從未受到其他方面阻撓，直至1692－93年，村川、大谷家前往鬱陵岛時發現朝鮮人，於是將安龙福（안용복）和朴於屯帶回日本。當時的朝鮮王國禁止國民渡海前往鬱陵岛，但幕府向朝鮮交涉不果後將安、朴兩人遣返朝鮮，並於1696年1月禁止日本人前往鬱陵岛，事件被稱為「竹岛一件」；然而幕府並未制限日本人前往「松岛」（即現在的「竹岛」），顯示日本已將該島嶼列為本國領土。
  - 五：幕府決定禁止日本人前往鬱陵岛後，安龍福再次渡海前往日本但再次被遣返。在觸犯朝鮮禁止渡海令後被朝鮮官員審查時聲稱得到幕府定兩島屬朝鮮領土的書契，但被對馬藩主搶走；然而日本文獻並未有任何有關該書契的記載；而安龍福供詞中聲稱1696年時鬱陵岛有很多日本人，但那是在幕府禁止日本人前往鬱陵岛後，而兩家均未有在那時去過該島。供詞本身除上述之外還有很多於事實不相符的地方，但卻被韓國引用為理據之一。
  - 六：1900年代初期，在今天的竹岛（以前的「松岛」）開始了海獅捕撈，但該行業遭到過分競爭，島根縣隱岐島民中井養三為謀求事業安定，因而於1904年9月向內務、外務和農商務大臣提出將「Riyanko島」[11]編入領土和承租10年。
    - 在1905年1月內閣會議商議後，明治政府決定將聽從島根縣的建議，將「Riyanko島」編入隱岐島廳，歸隱岐島司管理，正式確認島名為「竹岛」，並經內務大臣向島根縣知事傳達該決定。島根縣知事於1905年2月22日發佈第40号告示，宣布“隐岐岛西北85海里处的岛屿称为竹岛，并属于本县”，並通過報紙傳達訊息給公眾。島根縣知事其後將竹岛登記到國有地台賬，同時許可海獅捕撈，直至第二次世界大戰爆發。
    - 1900年，《大韓帝國敕令41號》將鬱陵岛更名為「鬱岛」，設立郡守並管理「鬱陵全島、『竹岛』和『石島』」[12]。但是研究者指出該「竹岛」實為鬱陵岛附近叫做「竹嶼」（37°31′44″N 130°56′17″E / 37.52889°N 130.93806°E）的小島，而「石島」才是今天的「竹岛」[13]；然而問題在於韓國為何不用「獨島」和「于山島」作為名稱，而朝鮮在敕令發佈前後均未有對現今的「竹岛」進行任何實效統治，直至1909年仍有竹岛捕魚公司的存在。

  - 七：韓國於1951年的舊金山和約提交修改草案，要求日本放棄包括獨島的一系列島嶼，但時任美國助理國務卿迪安·腊斯克於同年8月回應「根據我們的信息，關於作為獨島或竹島或利揚庫岩而知的島決沒有被作為朝鮮的一部分對待過，自1905年前後開始便在日本島根縣隱岐島廳的管轄之下。對於該島，未發現以前有朝鮮提出過領有權的主張」，明確否定韓國方面的主張[14]。詹姆斯·范佛里特的述職報告中也記載竹島屬於日本，不屬於要在舊金山和約放棄的一部分。
  - 八：1951年7月，聯合國總司令部備忘錄（SCAPIN）第2160號文件將竹島指定為美軍的海上轟炸演習地區，並於翌年7月由日美聯合委員會和外務省通過。由於竹島是經聯合委員會通過成為演習區域，因此委員會接受美軍要求等同表示竹島是日本領土。
  - 九：1953年3月，日美聯合委員會通過取消竹島作為演習區，竹島漁業再次開展。同年7月12日，海上保安廳船隻對從事非法漁業的韓國漁民提出離開要求，但被韓國當局槍擊。翌年6月韓國宣布派駐海岸警備隊，8月巡視竹島的海上保安廳巡邏船遭受島上槍擊。此行動為「在國際法上沒有任何依據的情況下進行的非法佔領，決不能容忍，且韓國當局任何行動都不具備合法性。」
  - 十：1954年9月，日本在韓國設定「李承晚線」並多次提出抗議後在談判中提議韓國將領有權問題提交國際法庭，但次月韓國拒絕。1962年3月日韓外相會面再次提出相似建議，韓國至今也沒有任何回應。1954年訪問韓國的詹姆斯·范佛里特美國大使認為竹島屬日本，但提議交由國際法院處理，不過韓國反駁稱該島是鬱陵島一部分。

## 官方行動

### 韓國
| 實體建設行動       | |                |
| 日期               | 內容 | 執行主體       |
| 1978年-1981年      | 韓國在独岛興建直升機場 | 韓國國防部     |
| 1993年             | 韓國在島上興建燈塔。 | 韓國國防部     |
| 2012年8月19日      | 慶尚北道地區政府設立“守护独岛标志石碑”，刻有大韓民國總統李明博親筆寫的「獨島」和「大韓民國」字樣以及簽名，揭幕儀式在獨島的東島望台舉行。大韓民國行政安全部長官孟亨奎在致辭中表示，這個標志石「承載著韓國國民的寄托，象征著韓國對獨島擁有主權」，並將成為「保衛獨島的精神支柱以示韓國對這一島嶼擁有主權」                                                                                           | 總統李明博     |
| 軍事和準軍事類行動 | |                |
| 日期               | 內容 | 執行主體       |
| 1953年7月12日      | 韓國獨島警備隊槍擊日本海上保安廳巡邏船。 | 韓國獨島警備隊 |
| 1956年4月          | 李承晚政府派出海上警察守備隊守備獨島。 | 總統李承晚     |
| 1986年-            | 韩军开始每年定期实施独岛防御演习 | 韓國國防部     |
| 2006年7月5日       | 韩国的海洋2000号海洋调查船在独岛附近海域进行海流调查，期間一艘日本海上保安廳巡逻船在1.5公里外监视，并进行警示广播和发出要求韩方停止调查的无线电报，韩国海洋警察厅同時派出两艘警备艇为调查船护航。调查过程中双方船只没有直接接触和发生冲突。 | 韓國海洋警察廳 |
| 2013年10月25日     | 韓國海軍為紀念「獨島日」聯合海洋警察廳在獨島舉行防衛訓練演習。 | 大韓民國海軍   |
| 2019年8月25日      | 韓國進行自1986年開設獨島定期演習以來最大規模的獨島軍事演習，規模是以往的兩倍。而此時恰逢2019年日韓貿易戰以及韓國廢除《日韓軍事情報保護協定》兩國關係低谷時期。 | 韓國國防部     |
| 2019年10月1日      | 兩架韩国F-15K战机飛越独岛。 | 韓國國防部     |
| 行政類行動         | |                |
| 日期               | 內容 | 執行主體       |
| 1900年             | 高宗皇帝發佈大韓帝國敕令四十一號：鬱陵島將改稱為鬱島，島監改正為郡守之件。 第一條：「鬱陵島」改稱為「鬱島」附屬於江原道，「島監」改正為「郡守」並編入於官制中，郡守為五等。 第二條：郡廳位定為台霞洞，其管轄區域包括鬱陵全島和「竹島」、「石島」。 | 大韓帝國皇帝   |
| 1906年             | 回應前一年日本將島編入島根縣並改名竹島，石島被李氏朝鲜稱呼為獨島。 | 大韓帝國皇帝   |
| 1914年             | 李氏朝鲜將鬱陵島的管理權從江原道移交至慶尚北道。 | 大韓帝國皇帝   |
| 1948年8月15日      | 大韓民國政府成立，第一代總統李承晚就任，獨島編入慶尚北道鬱陵邑南側島洞1番地。 | 總統李承晚     |
| 1952年1月18日      | 李承晚發表海洋主權宣言，宣布了一条漁船進入禁止線，即“李承晚線”韓國稱其為「平和線」，独島被劃在線內，同時韓國更打算把對馬島包括在線內。 | 總統李承晚     |
| 1982年11月16日     | 韓國把獨島範圍劃為“獨島天然保護區域”編號336號。 | 韓國环境部     |
| 2004年1月16日      | 大韓民國郵政不理日本強烈抗議，自1954年11月以來首次出售以獨島為題材的郵票，名為“獨島的自然” | 韓国郵政       |
| 2005年             | 韓政府抗議日本島根縣設立的竹島日，多個韓國地方政府和日本地方政府斷絕友好關係。 | 韓國地方政府   |
| 2006年4月14日      | 韩国外交通商部第一次官柳明桓14日召见日本驻韩大使大岛正太郎，抗议「日本擅自勘测韩国经济专属区」，又表示如果日本强行勘测，韩国“将动用所有可能的手段进行阻止”。 | 韩国外交通商部 |
| 2006年4月22日      | 日韩谈判达成妥协，日本同意停止实施勘测计划 | 韩国外交通商部 |
| 2006年5月4日       | 韩国政府宣布未来5年投资342.5亿韩元，用于开发独岛及周边地区自然资源 | 韓國环境部     |
| 2006年7月19日      | 独岛爭議下日韓自由貿易協定（FTA）交渉再開協議無限期延期 | 韓國外交部     |
| 2008年7月12日      | 大國家黨透露大韓民國國會11日表决通過一項議案，反對日本在初中新學習指導要領解說書中寫入對竹島擁有主權，並稱這是「對韓國主權的侵犯」。國會表决前，李明博表示與日本首相福田康夫會面並提出問題時，「福田表示非常理解，但不知道是否出自真心」 | 大國家黨       |
| 2008年7月18日      | 韓國就日本在解說書中加入字句事件召回駐日大使。 | 韓國外交部     |
| 2011年             | 韩国国防部對日本發表《防衛白皮書》主張獨島主權，提出抗議，要求日本立即更正，又強調面對任何一個挑戰獨島主權的企圖，韓國將會採取嚴厲措施。 | 韓國國防部     |
| 2011年8月1日       | 韓政府在首爾金浦機場以《入境管理法》中「禁止可能危害國家利益和公共安全者入境」的規定拒絕日本自由民主黨三名國會議員新藤義孝，稻田朋美及佐藤正久入境往南韓鬱陵島訪問。7月30日，日本歷史學者下條正男在仁川機場同樣遭拒絕入境。此前，南韓外交通商部發言人趙炳珶曾於7月19日在新聞發布會上表示「韓國是一個開放和自由的國家，在這裏可以自由地旅行，依法入境並且遵守韓國法律，將不會面臨滯留方面的問題。」 | 金浦機場海關   |
| 2012年8月10日      | 大韓民國總統李明博於當地時間下午登上獨島，成為韓國歷史上第一位訪問獨島的總統 | 總統李明博     |
| 2013年             | 南韓提出抗議，指責日本發表的《防衛白皮書》歪曲歷史 | 韓國外交部     |
| 2013年10月14日     | 韓國外交部網站和YouTube上載在學界和宣傳專家等的建議下花費6600萬韓元製作的獨島宣傳視頻，但其後被發現有關日俄戰爭的10秒左右的畫面擅自使用了日本NHK電視臺電視劇《坂上之雲》的部分畫面。韓國外交部在視頻登出11天後將其刪除，計畫修改相關視頻。外交部已於25日在外交部網站上刪除了該視頻 | 韓國外交部     |
| 2013年10月23日     | 韓國外交部23日發言人就日本外務省在網站上發佈主張竹島主權的視頻向日本政府提出抗議，要求日方立即刪除，並由外交部東北亞局長朴俊勇召見日本駐韓國大使館公使倉井高志提出抗議。 | 韓國外交部     |
| 2013年11月1日      | 韓國外交部發言人趙泰永在例行記者會上譴責日本政府漠視韓國抗議，上傳主張獨島是日本領土的視頻，再次要求日方立即刪除. | 韓國外交部     |
| 2018年1月22日      | 韓國外交部发言人就日本外务大臣河野太郎在日本国会进行新年演说时表示，日本将继续宣传对固有领土“竹岛”（日本称独岛为竹岛）主权，坚持予以应对评论称日方主张令人遗憾，须停止对独岛主权的不当主张，正视历史，敦促日方撤回相关言论。 | 韓國外交部     |
| 2019年8月31日      | 日韓貿易戰下獨島擴大演習，兩國關係急速惡化，韩国朝野多党议员团年8月31日中午登島 | 韩国國會多黨   |
| 2021年8月6日       | 韩国政府设置两处固定摄像机对竹岛实景进行网络直播。 | 独岛研究中心   |
| 2023年12月28日     | 韓國國防部於战斗精神教材中將独岛列为“正发生主权纷争的地区”，被总统尹锡悦严厉谴責，国防部宣布全部回收已发放的教材。 | 尹錫悅政府     |

### 朝鮮
| 行政類行動    | |                |
| 日期          | 內容 | 執行主體       |
| 2004年6月15日 | 朝鮮政府發行“朝鮮半島—獨島”郵票，背景是18世紀初期朝鲜八道地圖，以表明獨島在歷史上就是朝鮮民族的領土。 | 朝鮮郵政       |
| 2009年7月30日 | 勞動新聞發表評論，譴責日本在《防衛白皮書》中再次將獨島表述為日本的「固有領土」，認為這暴露了日本「圖謀再次侵略朝鮮的陰謀」。評論又強調，獨島「不論從歷史、地理，還是國際法的角度來看，都無可爭辯地是朝鮮的固有領土。日本為了達到搶占獨島的目的，不僅歪曲歷史，而且企圖使獨島問題國際化，朝鮮對此絕不容忍。」評論指出，日本的這一舉動「嚴重損害了朝鮮的民族尊嚴和自主權，引起全體朝鮮人民極大的憤慨，又支持南韓人民抗議和譴責日本企圖搶占獨島的行動，並呼籲海內外的同胞團結一致，挫敗日本的陰謀活動」。 | 勞動新聞       |
| 2011年7月20日 | 就日本自由民主黨國會議員打算於8月初訪問韓國鬱陵島，朝鮮民主主義人民共和國表示「朝鮮民族需要團結一致，不讓日本再次主張它對獨島擁有主權，使日本的『獨島搶奪策動』無用武之地。」。 | 朝鮮外交部     |
| 2013年2月7日  | 朝鮮中央通訊社報道“日本以作為主權國家要建立向內外宣傳領土問題的機制為名，新年伊始便瘋狂進行搶奪獨島的陰謀活動，”「獨島成為朝鮮民族所有並管制的神聖不可侵犯的領土，只有厚顏無恥的日本反動派才能做出掠奪他國領土的卑劣行徑。」報道又指「中世紀以後歐洲和美國學者制定的大部分地圖都把獨島明確無誤地標注為朝鮮領土」，因此日本「應對其不計後果的妄動將帶來的嚴重後果深思熟慮，立即放棄徒勞的把戲。」 | 朝鮮中央通訊社 |

### 日本
| 軍事和準軍事類行動 | |                |
| 日期               | 內容 | 執行主體       |
| 1953年7月12日      | 海上保安廳派出巡邏船對於竹島海域捕魚的韓國漁民提出離開要求，但被韓國船隻槍擊 | 海上保安廳     |
| 1954年8月          | 海上保安廳巡邏船巡視竹島時遭受島上韓國警備隊槍擊 | 海上保安廳     |
| 2006年4月14日      | 日本内阁官房长官安倍晋三宣布日本海上保安廳將开始勘测竹岛周边水域。日本海上保安厅此次勘测竹岛周边海域是战后第一次，目的是为编辑海图收集必要的资料，调查时间从4月14日至6月30日。日本海上保安厅已经向有关国际机构进行了通报。日本首相小泉纯一郎在當日晚间就韓國的抗議回應「这一海域是日本專屬經濟區，希望日韩双方能冷静处理。」                         | 海上保安厅     |
| 2006年4月22日      | 海洋调查船在独岛附近海域进行调查時，海上保安廳派出一艘巡逻船在1.5公里外监视。日本外务省事务次官谷内正太郎事後就事件在东京召见韩国驻日本大使罗钟一，对韩国海洋调查船进行的海流调查提出正式抗议，要求韩方停止调查。日本政府同时宣布将重新启动今年4月停止的在竹岛附近海域进行海洋调查的计划。                                                           | 海上保安厅     |
| 2019年8月25日      | 針對日韓貿易戰兩國急速惡化後韓方將獨島軍演擴張一倍，日本同天回應舉行「富士綜合火力演習」並科目首次改為阻止敵軍攻佔「離島」，但地點是在靜岡縣以陸軍為主，顯示了美方要求下的克制。 | 日本防衛省     |
| 行政類行動         | |                |
| 日期               | 內容 | 執行主體       |
| 1618年             | 德川幕府通過鳥取藩主批准鳥取藩伯耆國米子町人大谷甚吉、村川市兵衞前往鬱陵島，兩家交替每年一次在島嶼從事鮑魚採集和海獅捕撈，採伐竹子和樹木，並將成品獻給將軍家，幕府同時公認兩家對該島的壟斷經營權。在此期間，位於隱岐到鬱陵島之間的竹島成為途中的泊船處、航海目標和另一個捕撈處初期的17世紀確立對竹島的領有權                                         | 幕府鳥取藩     |
| 1635年             | 幕府禁止日本人航海到海外，但未有將島嶼列為外國領地，繼續允許日本人航行到該地。 | 幕府           |
| 1693年             | 朝鮮王國和德川幕府交涉後，幕府於1696年1月禁止日本人前往郁陵島，但並未制限日本人前往「松島」即現在的「竹島」，顯示日本已將該島嶼列為本國領土。 | 幕府           |
| 1877年3月29日      | 日本內務省傳達「」。 | 明治時代內務省 |
| 1905年1月28日      | 日本政府內閣會議決定將松島改名為竹島，為島根縣隱岐島司所管。 | 明治時代內閣   |
| 1905年2月22日      | 日本政府聽從島根縣的建議，將「Riyanko島」編入隱岐島廳，歸隱岐島司管理，正式確認島名為「竹島」，並經內務大臣向島根縣知事傳達該決定。島根縣知事於同日發佈《島根縣考慮試第40號》，宣布「隱岐島西北85海里處的島嶼稱為竹島，並屬於本縣」，並通過報紙傳達訊息給公眾。島根縣知事其後將竹島登記到國有地台賬，同時許可海獅捕撈。                              | 明治時代島根縣 |
| 1946年1月29日      | 《有關政治上行政上從日本分離若干的外圍地區的事的覺書》和同年6月22日《有關被日本的漁業及捕鯨業認可區域的覺書》日本漁船限制在竹島周圍12海裡以外。 | 同盟國佔領官   |
| 1954年9月25日      | 日本政府向韓國建議將此島提交國際法庭審理領土爭端，不過被韓國政府拒絕。 | 日本外務省     |
| 2005年3月          | 日本島根縣議會定立竹島日 | 島根縣議會     |
| 2006年7月15日      | 日韩谈判达成妥协，日本同意停止实施勘测计划，韩日双方还同意争取在5月举行两国局长级谈判，讨论两国海上专属经济区问题。。 | 日本外務省     |
| 2006年7月19日      | 日韓自由貿易協定重啓交渉的協議無限期延期。 | 日本外務省     |
| 2008年7月20日      | 日本文部科學省宣布將在2012年度使用的中學「新學習指導綱領」社會科解說書中，加入竹島為日本領土的字句 | 文部科學省     |
| 2008年7月20日      | 日本防衛省發表的2009年版《防衛白皮書》稱獨島為日本領土，是日本政府自2005年起連續五年在防衛白皮書中表示獨島是日本領土。 | 日本防衛省     |
| 2012年8月10日      | 外相玄葉光一郎在國會向媒體表示，李明博訪問獨島的做法與日本的立場相左，日本將強烈要求韓國中止其行為，並必須嚴肅對待事件。日本外務省則召回日本駐韓大使武藤正敏以示抗議。 | 日本外相       |
| 2012年8月24日      | 日本外務省副大臣山口壯表示宋一國可能因為渡海泳事件從此被禁止入境。 | 日本外務省     |
| 2013年             | 日本發表的《防衛白皮書》中繼續表示竹島是日本固有領土。 | 日本防衛省     |
| 2013年2月23日      | 島根縣政府在首府松江市舉行「竹島日」活動，內閣府政務官島尻安伊子亦有出席，是首次有中央政府高級官員出席這項活動。韓國外交通商部其後提出抗議並敦促日本廢除「竹島日」，停止對獨島領土權的主張。除了島尻安伊子外，執政自民黨代理幹事長細田博子等19名國會議員也有出席活動。內閣官房長官菅義偉表示竹島是日本的固有領土，派遣政務官出席活動是「理所當然」。 | 島根縣政府     |
| 2013年10月23日     | 日本外務省在網站上發佈主張竹島主權的視頻，影片形容韓國非法佔據竹島。韓國外交部提出抗議，要求日方立即刪除。日本外務省發言人佐藤地23日在記者會上就韓方抗議表示，「此舉是為促使國際社會正確理解我國所處局勢。將繼續利用此類資料進行細緻說明。」此外亦計劃翻譯成英語、中文等10種語言。                                                                   | 日本外務省     |
| 2013年10月25日     | 日本內閣官房長官菅義偉在例行記者會對韓國軍演表示“從我國的立場來說這無法接受，對此感到極其遺憾”，並強調“無論是從歷史還是從國際法來看，竹島都是我國的固有領土”。關於將領土問題提交國際法庭的可能性，菅義偉表示“日本一直都有所準備”。日本外務省亞洲大洋洲局局長伊原純一召見韓國駐日公使金元珍提出強烈抗議，日本駐韓國大使館也向韓國外交通商部提出抗議   | 內閣官房長官   |
| 2019年8月31日      | 針對韩国6名议员登島，日本外務省称“坚决不能容许，感到极为遗憾”向韓方外交部表達抗議。 | 日本外務省     |

## 民間行動

### 大韓民國
- 1947年8月，韓國山岳會主辦了對鬱陵島和獨島的一次性學術調查。
- 1953年5月，在朝鲜战争期间，日本曾派兵一度占领了独岛，但被韩国鬱陵岛居民组成的“独岛义勇守备队”赶走[52][53]。
- 2008年7月16日，就日本政府在教學大綱中寫入獨島一事，首爾的日本駐韓國大使館前發生示威，示威者向大使館扔雞蛋。韓國警察調動550人維持秩序[54]。
- 2008年7月17日，40名退伍韓國兵在日本駐韓國大使館外殺死9只日本的國鳥綠雉，並把它們的血滴在日本國旗上[55]。
- 2008年8月，韓國MBC電視台在節目《無限挑戰》中到了中國北京制作「北京奧運會」特輯(第119集)，其中進行了街頭採訪，訪問當時到北京看奧運的世界各地人民。訪問結束後，無限挑戰製作單位給了接受訪問的人一個扇子作為回禮。那個扇子背後，就寫著「獨島是大韓民國的領土」。最後還播出了一段小MV，就是這些來自世界各國的人唱出的一首韓國歌曲：獨島是我們的領土。
- 2011年，日本發表《防衛白皮書》主張獨島主權日本駐韓大使館前聚集了民眾，火燒改造的旭日旗抗議。
- 2011年9月，《無限挑戰》制作了「生死時速」特輯 (第265、267-268集)，再次表達立場。特輯中穿插多項任務，全部均帶有與獨島主權相關的暗示。例如打開皮箱的密碼為「799-805」，即獨島的郵遞區號；找碴遊戲所使用的三張圖 (韓國製作的古地圖、英國製作的古地圖、韓國古代的地理志)，都在暗喻獨島與韓國的關聯性：地圖的錯處包括「竹島」、「Sea of Japan」等等；成員需在國會圖書館找到編碼是「811.15H.155」的書籍，該書是《韓日詩選》，任務信封所藏在的一頁寫著「獨島」；特輯結尾時，網站「我們來守護獨島」的創立人—歌手金長勳亦有出現。[56]
- 2012年8月13日，韓國男歌手金長勛及演員宋一國帶領40名韓國體育大學學生從慶尚北道蔚珍郡海岸出發，但因風浪過大導致宋一國嚴重暈船，只游了一小段距離就上岸休息[57]。經過48小時30分鐘的接力游泳後學生於15日上午7時許抵達獨島附近海域，但最後只有兩名學生成功登上獨島[58]。BS日本宣佈，原定8月底開始播出宋一國主演韓劇《被稱為神的男子》，將無限期延後播出[59][60]。

### 日本
- 大谷九右衞門的《竹島渡海由來記拔書控》，說明了德川幕府把松島獻給了伯耆國的大谷和村川的家氏。
- 2013年5月23日，三名日本学者登上独岛高呼“独岛是韩国领土”。这是日本人首次在独岛高呼“独岛是韩国领土”[61]。
- 2015年8月，日本历史学者久保井规夫（日语：久保井規夫）在韩国国会举办了他从日本博物馆收集的90多件独岛史料展示会。久保井规夫先生称：“通过研究，我发现在90%的欧洲地图上，将独岛和鬱陵岛标成和朝鲜一样的颜色。这意味着在19世纪以前，西方认为‘独岛是朝鲜领土’。” 久保井规夫收集的日本近现代地图还表明，在1904年日俄战争之前，日本并没有否认“独岛是朝鲜领土”。展品中还包括一个日本幕府时期“竹屿（现在的鬱陵岛）和松岛（现在的独岛）是朝鲜领地，禁止出入”的木牌[62]。

## 其他
- 1849年，島嶼首之為西洋人發現。法國捕鯨船“利扬库尔號”的船員們發現了此島，並以船舶的名稱為此島命名。其後，1854年又有俄羅斯軍艦為本島取名為“Manalai and Olivutsa Rocks”；1855年以英國船舶命名為“Hornet Rocks”。20世紀日本和朝鮮以外被出版的地圖大部分使用利扬库尔岩的名称。
- 1948年6月30日，美国空軍轟炸演習時导致在獨島附近海域捕魚的數十名韓國漁民死亡。1951年1月6日，修建漁民的祭奠石碑。
- 2005年8月韩国外交通商部公布了上世纪1960年代的数万页外交解密文件，1965年韩国和日本在实现关系正常化的谈判中，日本曾向韩国提出建议，「炸毁」两国存在争议的独岛避免領土爭議埋下日後兩國衝突，但被韓國斷然拒絕，日本政府又提出将两国有争议的领土提交国际法庭裁决，韩国政府则提了针锋相对的方案，将争议交给没有利害冲突的第三国协调解决，双方的谈判再次不欢而散。[63]